# Liga Desportiva de Sofala
Liga Desportiva de Sofala ist ein mosambikanischer Fußballverein mit Sitz in der Stadt Beira.

## Geschichte
Der Verein wurde am 13. Dezember 2017 in der Stadt Beira (Provinz Sofala) unter dem Namen Liga Desportiva de Sofala gegründet. 2018 holte Liga Desportiva Sofala in ihrer Debütsaison die Meisterschaft in der Sofala II (3. Liga) und stieg in die Zone Centro der zweithöchsten Spielklasse des Landes auf. Im selben Jahr nahm der Verein am Sofala Cup teil, der gleichzeitig als Qualifikation zum Taca de Mocambique (mosambikanischer Fußballpokal) dient, und gewann alle seine Spiele, insbesondere das letzte gegen Grupo Desportivo da Companhia Têxtil do Punguè im Elfmeterschießen. Aus nicht ersichtlichen Gründen nahm der Verein dennoch nicht am Pokalwettbewerb teil.
2019 nahm Liga Desportiva de Sofala erstmals am mosambikanischen Fußballpokal teil und erreichte eine herausragende Platzierung. Auf ihrem Weg besiegte die Mannschaft Estrela Vermelha da Beira (Runde 1), Futebol Clube da Beira (Runde 2), Ferroviário Bagamoio (Qualifikation) und drehte im Viertelfinale eine 0:2-Niederlage aus dem Hinspiel gegen Desportivo Maputo. Der Verein erreichte als Zweitligist das Halbfinale des Taca de Mocambique. Trotz eines 2:1-Sieges im Rückspiel gegen UD Songo schied die Mannschaft aufgrund einer 0:9-Niederlage im Hinspiel am 2. Oktober aus.
2023 wurde Liga Desportiva Sofala Meister in der Zone Centro (2. Liga) und spielte am 2. November 2023 um den Aufstieg gegen GDR Textáfrica de Chimoio, unterlag jedoch mit 0:1 durch einen Elfmeter in der 90. Minute. 2024 erreichte das Team das Finale des Sofala Cups, unterlag jedoch Ferroviário da Beira mit 1:2.

## Ligaplatzierungen
| Saison | Platzierung                               | Tore                                      | Gegentore                                 | Punkte                                    | Ligazugehörigkeit                         |
| ------ | ----------------------------------------- | ----------------------------------------- | ----------------------------------------- | ----------------------------------------- | ----------------------------------------- |
| 2024   | 3 von 10                                  | 19                                        | 61                                        | 11                                        | Sofala II (3. Liga)                       |
| 2023   | 1 von 4                                   | 6                                         | 11                                        | 14                                        | Zone Centro (2. Liga)                     |
| 2022   | 3 von 3                                   | 4                                         | 1                                         | 6                                         | Zone Centro (2. Liga)                     |
| 2021   | Ausgesetzt aufgrund der COVID-19-Pandemie | Ausgesetzt aufgrund der COVID-19-Pandemie | Ausgesetzt aufgrund der COVID-19-Pandemie | Ausgesetzt aufgrund der COVID-19-Pandemie | Ausgesetzt aufgrund der COVID-19-Pandemie |
| 2020   | Ausgesetzt aufgrund der COVID-19-Pandemie | Ausgesetzt aufgrund der COVID-19-Pandemie | Ausgesetzt aufgrund der COVID-19-Pandemie | Ausgesetzt aufgrund der COVID-19-Pandemie | Ausgesetzt aufgrund der COVID-19-Pandemie |
| 2019   | 3 von 9                                   | 16                                        | 23                                        | 13                                        | Zone Centro (2. Liga)                     |
| 2018   | 1 von 7                                   | ?                                         | ?                                         | 30                                        | Zone Centro (2. Liga)                     |

## Pokalhistorie

### Sofala Cup (Regional)
| Saison | Runde                                     | Gegner                                    | Ergebnis                                  |
| ------ | ----------------------------------------- | ----------------------------------------- | ----------------------------------------- |
| 2024   | Finale                                    | Ferroviário da Beira                      | 1:2                                       |
| 2023   | Keine Teilnahme                           | -                                         | -                                         |
| 2022   | Viertelfinale                             | Ferroviário da Beira                      | 1:7                                       |
| 2021   | Ausgesetzt aufgrund der COVID-19-Pandemie | Ausgesetzt aufgrund der COVID-19-Pandemie | Ausgesetzt aufgrund der COVID-19-Pandemie |
| 2020   | Ausgesetzt aufgrund der COVID-19-Pandemie | Ausgesetzt aufgrund der COVID-19-Pandemie | Ausgesetzt aufgrund der COVID-19-Pandemie |
| 2019   | Runde 3                                   | Sporting da Beira ou Pipeline da Beira    | ?-?                                       |
| 2018   | Runde 2                                   | Textil do Punguè Beira                    | 1:1 (4:5 E)                               |

### Taça de Moçambique (National)
| Saison | Runde                                     | Gegner                                    | Ergebnis                                  |
| ------ | ----------------------------------------- | ----------------------------------------- | ----------------------------------------- |
| 2024   | Qualifikation                             | UD Songo                                  | 0:1                                       |
| 2023   | Qualifikation                             | Estrela Vermelha                          | 7:6 (E)                                   |
| 2022   | Keine Teilnahme                           | Keine Teilnahme                           | Keine Teilnahme                           |
| 2021   | Ausgesetzt aufgrund der COVID-19-Pandemie | Ausgesetzt aufgrund der COVID-19-Pandemie | Ausgesetzt aufgrund der COVID-19-Pandemie |
| 2020   | Ausgesetzt aufgrund der COVID-19-Pandemie | Ausgesetzt aufgrund der COVID-19-Pandemie | Ausgesetzt aufgrund der COVID-19-Pandemie |
| 2019   | Halbfinale                                | UD Songo                                  | 2:10                                      |
| 2018   | Keine Teilnahme                           | Keine Teilnahme                           | Keine Teilnahme                           |

## Erfolge
- Mosambikanischer Pokalhalbinalist: 2019
- Mosambikanischer Drittligameister (Sofala II): 2018[3]
- Mosambikanischer Zweitligameister (Zone Centro): 2023[4]
- Sofala-Cup-Finalist (Regional): 2024[5]